# Новгородска кнежевина
Новгородска кнежевина (рус. Новгородское княжество), била је древна руска кнежевина од 862. до 882, када је прешла у Новгородску републику. 
Настала је доласком угро-финских и источнословенских племена у 9. веку у рејон данашњег Новгорода и Стараје Ладоге. Почетник руске древне цивилизације је био Рјурик, оснивач династије Рјурикович.

## Докијевски период
Као претходник Новгородске Русије користио се хистографски термин Докијевски период. Арапски историчари 10. века ту земљу су звали Ал-Славија. Византијски цар Константин Порфирогенит ју је звао Страна Русија, јер је Кијевска Русија тада била центар моћи и политике древних Руса. 
Према летописима Новгородску Русију је основао варјашки кнез Рјурик, који је владао од 862. до 879. године. Археолошка налазишта указују, да је књажева резиденција имала скандинавску заснову, а присутност скандинавске културе је била доста ранија од установљења Новгорода. Викинзи су узимали данак од тамошњих племена и територија и пре доласка Рјурика.
Поред самог Новгорода територија укључује и Бело језеро, Полоцк, Изборск, Муром и Ладогу у које је Рјурик поставио своје гувернере. У Никоновом летопису се у то доба помиње и напади викиншког владара Кијева, Аскољда, на руски Полоцк и Кривичев. Подршку за новгородску власт је Рјурик тражио у Кијеву код Аскољда. 
Наследник Рјурика, Олег од Новгорода је 882. освојио Смоленск и Љубич а престоницу пренео у Кијев, којег је освојио након ликвидације Аскољда.